# Harrow, Luân Đôn
Harrow là một quận thuộc Khu Harrow của Luân Đôn, nằm ở phía tây bắc Luân Đôn, Vương quốc Liên hiệp Anh và Bắc Ireland. Đây là vùng ngoại ô toạ lạc cách 12,2 dặm (16,4 km) về phía tây bắc Charing Cross. Harrow là một khu tự quản đô thị của Middlesex trước khi được nhập vào Đại Luân Đôn vào năm 1965.
Harrow là nơi có ngôi trường Đại học Westminster rộng lớn và Trường Harrow nổi tiếng, cùng với Trường trung học Harrow.
Harrow là một trong những trung tâm thủ đô quan trọng trên Bản đồ Quy hoạch Luân Đôn. Theo dự thảo trong Bản đồ Quy hoạch Luân Đôn, Vùng Harrow và Wealdstone Tăng cường là nơi xây dựng ít cho ít nhất 1500 ngôi nhà mới và tạo ra 2000 việc làm mới.